# 여성살해

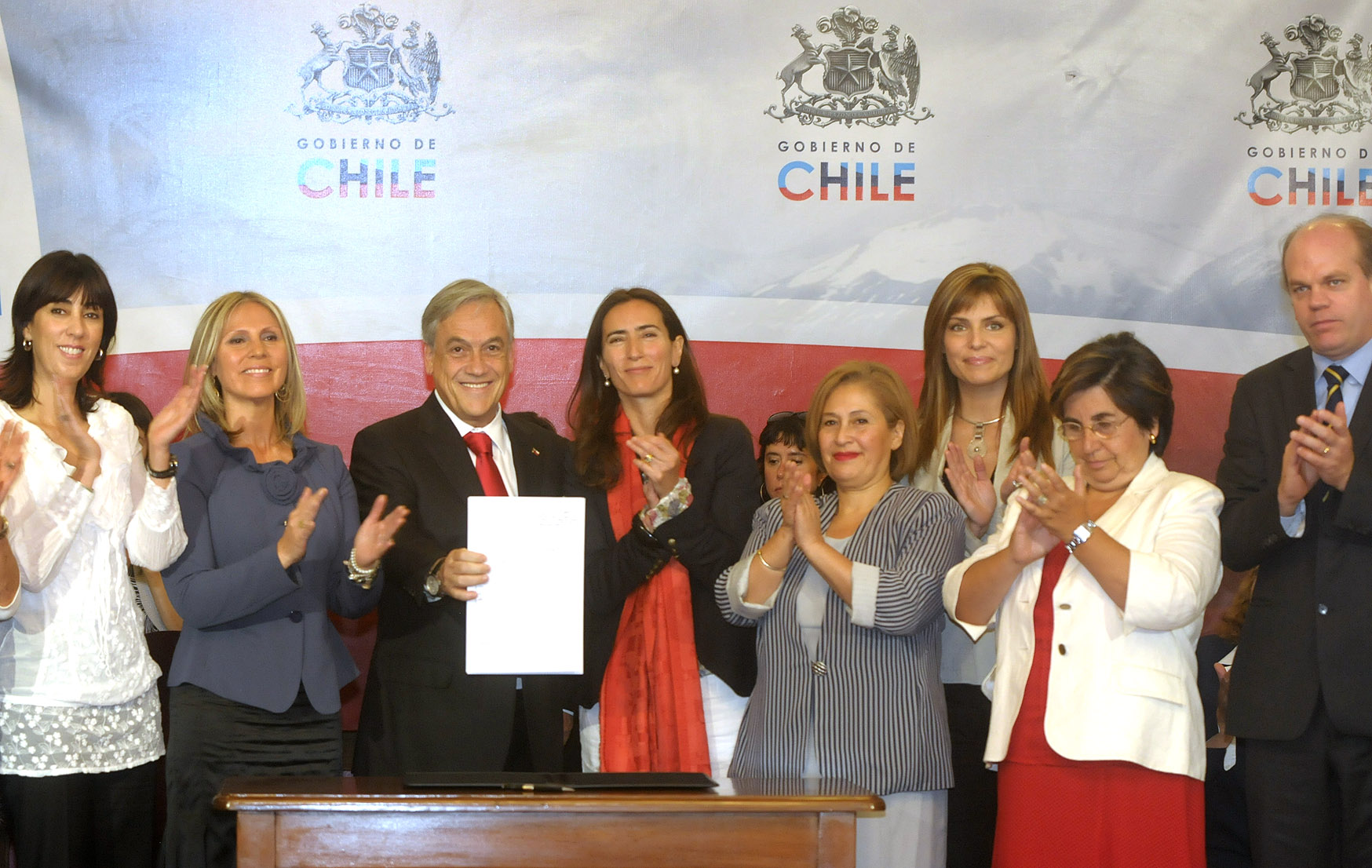
2010년 칠레 여성살해방지법 제정 선언

여성살해(女性殺害, femicide 페미사이드[*])란 여성을 죽이는 것으로 광의의 정의가 이루어지지만 실제 사용례는 문화적 맥락에 따라 달라질 수 있다. 이 용어의 고안자 중 한 명인 여성주의자 다이애나 E. H. 러셀은 여성살해를 “여성이라는 이유로 여성이 남성에게 죽임을 당하는 일”으로 정의한다.
여성살해를 일반적인 개념의 살해와 분리해서 정의할 필요성에 대한 의문이 제기되기도 한다. 반대자들은 살인 피해자의 80% 이상이 남성이며, 여성살해라는 말은 피해자가 여성인 살인을 지나치게 강조하는 것이라고 주장한다.
성별중립적인 대체 용어로 젠더사이드가 있지만, 여성주의자들은 젠더사이드라는 용어가 여성의 살해라는 주제를 다루는 것을 금기시하는 데 일조한다고 반발한다. 또한 그들은 여성살해의 범행동기는 남성에 대한 살해와 유의미하게 구분된다고 주장한다.

## 같이 보기
- 사라진 여성